# Bengt Ilon
Bengt Erland Ilon, född 27 januari 1923, död 3 oktober 2008 i Stockholm, var en svensk uppfinnare som 1973 uppfann mecanumhjulet.
Efter värnplikt och officersutbildning genomgick Bengt Ilon 1948–1949 Skogsmästarskolan i Skinnskatteberg. Därefter hade han anställningar vid Skogsägarnas riksförbund och Johnsonkoncernen. Från 1972 var han bosatt i Schweiz för att ägna sig åt att utveckla uppfinningar. Han återvände till Sverige 1992 och ägnade sig åt att uppfinna och fortsatta patentansökningar i samarbete med KTH. Bengt Ilon hade omkring 300 patent.
| År   | Titel                                                                | Patentnummer   |
| ---- | -------------------------------------------------------------------- | -------------- |
| 1962 | Lyftredskap för timmer, tillbehör till skogsfordon att släpa stockar | US3064840 (A)  |
| 1966 | Släpkärra för ojämna underlag                                        | US3235278 (A)  |
| 1969 | Trimplan för motorbåt för att hindra rullningar                      | SE315524 (B)   |
| 1972 | Hjularrangemang för kombinerade väg- och terrängfordon               | SE348155 (B)   |
| 1974 | Fordon för transport på land, vatten, is och snö                     | FR2223203 (A1) |
| 1978 | Lyfthjälpmedel för patienter                                         | US4084275 (A)  |
| 1979 | Gångstöd med hjul                                                    | US4261561 (A)  |
| 1985 | Förbättring Ilon-hjulet                                              | SE8304423 (L)  |
| 1986 | Halkskydd för slalompjäxor                                           | SE442700 (B)   |
| 1989 | Snabbkopplade snökedjor                                              | US4799522 (A)  |
| 1990 | Automatisk växelmekanism                                             | WO9001128 (A1) |
| 1997 | Utveckling av Ilon-hjulet                                            | WO9828158 (A1) |
| 1997 | Bromsmekanism för länkrullar                                         | WO9840253 (A1) |
| 2001 | Utveckling av Ilon-hjulet                                            | WO0200489 (A1) |